# ورزشگاه دانشگاه عبری
ورزشگاه دانشگاه عبری یک ورزشگاه فوتبال در شهر اورشلیم اسرائیل است این ورزشگاه ۱۰٬۰۰۰ نفر گنجایش دارد و در سال ۱۹۵۸ افتتاح شده‌است. این ورزشگاه میزبان جام ملت‌های آسیا ۱۹۶۴ بود.